# Dan Girardi
Daniel Girardi (Welland, 29 aprile 1984) è un hockeista su ghiaccio canadese professionista, di ruolo difensore. Dalla stagione 2005-2006 gioca per i New York Rangers.